# Leon C. Cosmovici
Leon C. Cosmovici (n. 29 ianuarie 1857, satul Sasca, județul Suceava – d. 21 iulie 1921, Iași) a fost un biolog român, profesor de fiziologie la Universitatea „Alexandru Ioan Cuza” din Iași, membru corespondent al Academiei Române, fondatorul învățământului de fiziologie animală din România.

## Biografie
Leon C. Cosmovici a fost fiul preotului Ioan Cosmovici și al Zenoviei, născută Vogoride. Sora sa, Maria Cosmovici (1851-1909), a fost mama compozitorului George Enescu.
Leon C. Cosmovici și-a făcut studiile primare și liceale la Iași, obținând bacalaureatul în 1874, la „Institutele Unite”. În același an pleacă la Paris, unde frecventează cursurile Facultății de Științe Naturale, obtinând licența în anul 1877. În perioada studiilor pariziene (1874 - 1880) a urmat cursurile și demonstrațiile de fiziologie făcute la Collège de France de către fondatorul metodei experimentale, fiziologul Claude Bernard. În 1980 obține doctoratul în științe naturale la Sorbona cu teza Études des glandes génitales et des organes segmentaires des Annélides Polychètes realizata sub conducerea zoologului Henri de Lacaze-Duthiers⁠(fr)[traduceți]. Revine în țară și este numit la Catedra de Zoologie și Botanică de la Facultatea de Medicină, ulterior deținând și Catedra de Zoologie, Anatomie și Fiziologie de la Facultatea de Științe a Universității „Al.I. Cuza”.
După moartea profesorului Leon Cosmovici Catedra de Zoologie, Anatomie și Fiziologie a fost împărtiță în două catedre diferite: Catedra de Zoologie și Catedra de Fiziologie, la conducerea acesteia urmându-i fiul său, profesorul Nicolae L. Cosmovici (1889-1965).

## Scrieri
Leon C. Cosmovici este fondatorul învățământului de fiziologie animală din România editând, în 1900, prima carte de fiziologie în limba română intitulată Curs de fiziologie generală animală, și tot în același an a elaborat o clasificare originală a regnului animal, publicată în Curs de zoologie descriptivă. A organizat Laboratorul de Zoologie și Fiziologie de la Facultatea de Științe din Iași unde a realizat diverse studii privind sistematica și morfo-fiziologia protozoarelor, viermilor, crustaceelor și insectelor. A fost interesat și a publicat lucrări privind faunei de apă dulce și lucrari de paleontologie privind peștii fosili din munții Moldovei, printre care și monografia Păturele cu pești din Munții Pietricica și Cozla - Districtul Neamț. Orașul Peatra (în 1887)
Concomitent cu activitatea universitara, profesorul Cosmovici a predat disciplinele biologice în învățământul secundar la Școala Normală „Vasile Lupu” din Iași, Institutele Unite și Liceul „Humpel”. A publicat numeroase manuale de științe ale naturii pentru învățământul secundar precum: Elemente de geologie (1883), Noțiuni de botanică (1887), Noțiuni de mineralogie (1887), Introducere în științele naturale (1887), Zoologie, anatomie și fiziologie animală (1903).